# إدارة خدمات التطبيقات
تعتبر إدارة خدمات التطبيقات مجال جديد ناشئ من مجالات المعرفة ضمن إدارة النُظم والذي يُركز علي مراقبة وإدارة أداء وجودة الخدمة للعمليات التجارية.
يمكن تعريف إدارة خدمات التطبيقات بأنها عملية محددة جيداً واستخدام للأدوات المرتبطة لاكتشاف وتشخيص وعلاج ووضع تقارير عن جودة خدمة العمليات التجارية المعقدة لضمان أنها تلبي أو تفوق توقعات المستخدم النهائي والشركات (غالباً ما يتم صياغتها علي هيئة اتفاق مستوي الخدمة). ترتبط قياسات أداء بمدي سرعة اكتمال / إتمام العمليات أو تقديم المعلومات إلي المستخدم النهائي من خلال مجموعة من التطبيقات ونظم التشغيل ونظم المراقبة عن بُعد (إن وجدت), ومنصات الأجهزة الإلكترونية وشبكات الربط الداخلي. تتضمن المكونات الضرورية لإدارة خدمات التطبيقات تطبيقات الاستكشاف والتخطيط, تطبيقات قياس وإدارة السلامة, وإمكانية وضوح مستوي العمليات, وفرز أو تصنيف تبعا للحوادث.
ترتبط إدارة خدمات التطبيقات بإدارة أداء التطبيقات ولكنها تعتبر بمثابة أسلوب أكثر عملية ويُطبق من الأعلي إلي الأدني ويركز علي تقديم خدمات تجارية. بالمعني الدقيق فإن إدارة خدمات التطبيقات تختلف عن إدارة أداء التطبيقات بطريقتين هامتين:
1. تركز إدارة أداء التطبيقات حصريا علي أداء مرة من التطبيقات وتتجاهل المجموعة المعقدة من العوامل المتبادلة المعتمدة علي بعضها البعض والتي قد توجد وراء هذا التطبيق في مركز البيانات. بينما تتطلب إدارة خدمات التطبيقات بشكل خاص أن يكون كل تطبيق أو برنامج بنية تحتية أو برنامج تشغيل أو منصة برامج إلكترونية أو خطوة في العملية ـ قابل للقياس حتي وإن كان قياس استدلالي. يعتبر هذا مطلب ضروري في إدارة خدمات التطبيقات حتي تتمكن من عزل مصدر الظروف المؤثرة علي الخدمة.
2. تتطلب إدارة أداء التطبيقات غالباً استخدام الأجهزة في التطبيق لأغراض الإدارة وقابلية القياس. تستخدم إدارة خدمات التطبيقات أسلوب يركز علي التطبيقات مع التأكيد علي أن ضرورة وضوح رؤية التطبيق ونظام التشغيل بشكل كامل أثناء عملية التطبيق سواء باستخدام أو بدون استخدام الآلات وكذلك أن تكون نظم التشغيل ومنصة الجهاز في وضع العمل.

علاوة علي ذلك قد يتدخل أيضا عامل داخل السياق في كمون الشبكة بدرجة عالية من الدقة ودرجة أقل من الدقة عندما تحدث العملية بين المنصات التي تستخدم والتي لا تستخدم الآلات/الأجهزة.
تتيح إدارة خدمات التطبيقات التوسع في مفاهيم إدارة خبرة المستخدم النهائي وإدارة المستخدم الحقيقي في أن قياس خبرة المستخدم الحقيقي تعتبر مصدر بيانات ضروري. لكن إدارة خدمات التطبيقات تتطلب أيضاً القدرة علي فصل الأسباب الرئيسية وراء حدوث أي تباطؤ وبالتالي توسيع مجال مراقبة وإدارة المستخدم الحقيقي.
يُعد استخدام إدارة خدمات التطبيقات شائع في العمارة متعددة الطبقات كما أن تقديم المراقبة عن بُعد علي أساس تقنيات الخلق الافتراضي أثبت أته عامل مساعد في استخدام تقنيات إدارة خدمات التطبيقات حيث تتأثر التطبيقات المعقدة بشكل متغير باستخدام المراقبة عن بُعد في بيئة موجودة. أشارت دراسة أجرتها مجموعة (آبردين) إلي أن معظم استخدامات تقنيات الخلق الافتراضي يعيقها تأثير تلك التقنيات علي تطبيقات العمليات المعقدة.